# Sinuhe, egyptiern
Sinuhe, egyptiern (originaltitel: The Egyptian) är en amerikansk episk dramafilm från 1954 i regi av Michael Curtiz och producerad av Darryl F. Zanuck. Manuset är baserat på Mika Waltaris roman Sinuhe egyptiern från 1945. I huvudrollerna ses Edmund Purdom, Bella Darvi, Jean Simmons, Victor Mature, Gene Tierney, Peter Ustinov och Michael Wilding. Filmteamets Leon Shamroy var nominerad för bästa foto vid Oscarsgalan 1955.

## Rollista i urval
- Edmund Purdom – Sinuhe
- Victor Mature – Horemheb
- Jean Simmons – Merit
- Bella Darvi – Nefer
- Gene Tierney – Baketamon
- Michael Wilding – Akhenaten
- Peter Ustinov – Kaptah
- Judith Evelyn – Taia
- Henry Daniell – Mekere
- John Carradine – gravplundrare
- Carl Benton Reid – Senmut
- Tommy Rettig – Thoth
- Anitra Stevens – Drottning Nefertiti
- Peter Reynolds – Sinuhe, tio år gammal